# Strmosten
Strmosten es un pueblo ubicado en la municipalidad de Despotovac, en el distrito de Pomoravlje, Serbia.

## Superficie
Posee una superficie de 84,17 kilómetros cuadrados.

## Demografía
Hasta 2011 la población era de 783 habitantes, con una densidad de población de 9,303 habitantes por kilómetro cuadrado.